# 加斯里鎮區 (密蘇里州卡勒韋縣)
加斯里鎮區（英語：Guthrie Township）是位於美國密蘇里州卡勒韋縣的一個行政鎮區。

## 地方資料
加斯里鎮區的面積為50.90平方千米，當中陸地面積為50.78平方千米，而水域面積為0.12平方千米。根據2020年美國人口普查的數據，當地共有人口497人，而人口密度為每平方千米9.76人。